# Branconi (Adelsgeschlecht)

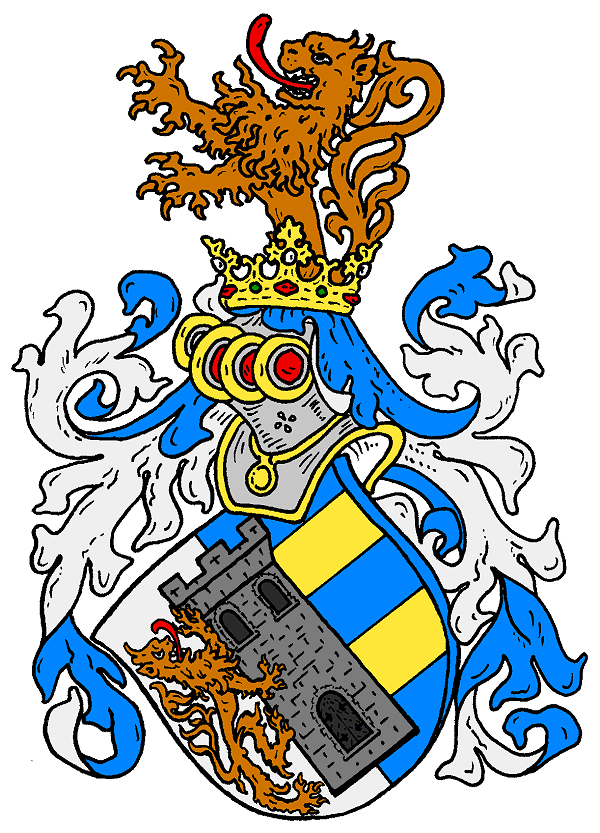
Wappen derer von Branconi

Branconi ist der Name eines deutschen, ursprünglich aus Kalabrien (Süditalien) stammenden und reich begüterten Adelsgeschlechts Pessina de Branconi. Die Stammreihe beginnt mit Francesco Pessina († 21. Oktober 1766 in Rosarno, Provinz Reggio Calabria), Beamter der königlich neapolitanischen Generalpachtungen.

## Adelserhebung
Zunächst wurde Pessinas Witwe Maria Antonia Pessina de Branconi, geborene Elsener am 30. November 1774 in Wien in den persönlichen rittermäßigen Reichsadelsstand mit Namensführung „von Branconi“ erhoben. Drei Tage später wurden am 3. Dezember 1774 auch ihre beiden Kinder Antonio Francesco Salvatore Pessina und Anna Maria Pessina ebenfalls in den Reichsadelsstand erhoben.

## Wappen
Im gespaltenen, rechts silbernen, links von Blau und Gold viermal geteilten Schild ein natürlicher Zinnenturm, gegen den vom rechten Feld aus ein natürlicher Löwe anspringt. Auf dem Helm mit blau-silbernen Decken der Löwe wachsend.

## Bekannte Familienmitglieder
- Maria Antonia von Branconi (1746–1793), Mätresse des Erbprinzen Karl Wilhelm Ferdinand von Braunschweig und Freundin Johann Wolfgang von Goethes; sie galt zu ihrer Zeit als schönste Frau Deutschlands
- Anton von Branconi (1762–1828), geboren als Antonio Francesco Salvatore Pessina de Branconi, Maria Antonias Sohn, Domherr in Halberstadt, Landrat und herzoglich-dessauischer Reisemarschall
- Franz von Branconi (1857–1914), preußischer Generalmajor